# NEW GENERATION FORCE
NEW GENERATION FORCE（ニュー・ジェネレーション・フォース）は、全日本プロレスで活動したプロレスラーによるチームである。通称「新世代軍（しんせだいぐん）」。

## 概要
2009年12月のファン感謝デーのメインイベントにて、諏訪魔、河野、真田、征矢が対戦して諏訪魔が「2010年は自分達が主役となり、新しい時代を作る」と宣言した。控え室で浜亮太も合流し5人で結成していくものと思われたが、征矢は合流しなかった（その直後海外武者修行に旅立った為）。その後目立った動きはなかったが、2010年3月21日に三冠王座を獲得した浜が5月2日に鈴木みのるに敗れ三冠王座から陥落し、鈴木は超党派軍結成を宣言。対抗する形で再決起して自然的にユニットが結成された。7月25日に凱旋帰国した征矢が合流した。
2010年9月10日、個人それぞれ道を見つけてやる事を宣言し新世代軍としての活動を休止する。

## メンバー
- 諏訪魔（リーダー）
- 河野真幸
- 浜亮太
- 真田聖也
- 征矢学

## タイトル歴
全日本プロレス
- 三冠ヘビー級王座 - 諏訪魔（第43代）
- アジアタッグ王座 - 真田聖也&征矢学（第84代）